# Catatumbo
Il fiume Catatumbo (in spagnolo Río Catatumbo) è un fiume dell'America Meridionale, che nasce nel nord-est della Colombia per sfociare successivamente in Venezuela nel lago di Maracaibo. Il fiume  è lungo approssimativamente 338 km. Per una buona parte del suo corso segna il confine internazionale tra i due stati.
Assieme al vicino Río Escalante, il Catatumbo è una zona di produzione di semi di cacao della cultivar Criollo.

## I fulmini del Catatumbo

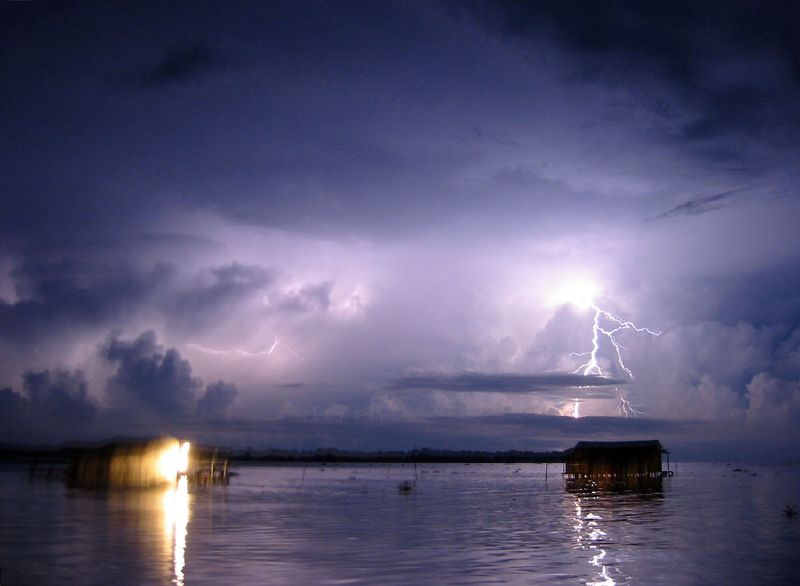
I fulmini presso il delta del fiume

Il fenomeno dei fulmini del Catatumbo (in spagnolo: relampago del Catatumbo o faros del Catatumbo) è un fenomeno che avviene sopra gli acquitrini alla foce nel lago Maracaibo, dove si verificano temporali di fulmini per circa 10 ore a notte, 140-160 notti all'anno, per un totale di circa 1,2 milioni di fulmini all'anno. La luce prodotta dai fulmini può essere vista fino a 40 km di distanza, ed è stata utilizzata anche  per la navigazione delle navi; per questo motivo è noto anche come il "Beacon Maracaibo"